# Стадион Насионал (Панама)
Стадион Насионал (Панама) (енгл. Estadio Nacional Rod Carew) такође познат под именом „Национални стадион Род Керју”, је вишенаменски стадион у Панама Ситију, Панама. Стадион има капацитет од 27.000 гледалаца и изграђен је 1999. године.
Стадион се углавном користи за бејзбол утакмице и који се налази на „Авенида де ла Паз”, 3 км од „Виа Рикардо Ј. Алфаро”, на путу до моста Сентенарио. То је једна од 4 најважније спортске арене у граду и у Панами, заједно са стадионом Ромел Фернандез, „ареном Роберто Дуран” и „тркачком стазом Пресиденте Ремон.
Свечано је отворен 10. јануара 1999. године и са капацитетом од 27.000 гледалаца, одржава бејзбол утакмице и друге спортске догађаје и концерте.

## Историјат
Идеја о изградњи културног, спортског и рекреативног центра, настала је током 1990-их, због чега је покренута идеја о изградњи Националног стадиона у Панами и створен је про-стадионски комитет да спроведе овај пројекат. Идејни пројекат је представљен Влади Панаме, 1. фебруара 1995. године, која је обезбедила део новца и земљиште за радове на изградњи центра.
Спремање земљишта за стадион почели су 17. марта 1997. године. Уследиле су прве конструкције, просторије и трибине, објекти за спортисте и уметнике, просторије за извештавање, писање, радио и телевизију, травњак терена а 31. јула 1999. године стадион је пуштен у употребу.
Стадион је добио име по Роду Керјуу, панамско-америчком бејзбол играчу из Куће славних.

## Догађаји на стадиону
У 2012. години, квалификације за Светски бејзбол класик 2013. године су одржане на стадиону са националним бејзбол тимовима Панаме, Бразила, Колумбије и Никарагве.
Неки од уметника који су наступали на Естадио Насионал де Панама су Бекстрит Бојс, Кристина Агилера, Стинг, Енрике Иглесијас, Сода Стерео и Рубен Бладес.
Њујорк Јенкси и Мајами Марлинси заказали су две пролећне тренинг утакмице на стадиону 15. и 16. марта 2014. године.
Карипска серија 2019. одиграна је на стадиону, што се поклопило са првим наступом Панаме на турниру од 1960. године.